# 帝国区
帝国区（Quartier impérial）是德意志帝国兼并阿尔萨斯-洛林期间在洛林梅斯建设的新区，建于1902-1918年，原名“新城”（Neue Stadt），现在则跨新城（Nouvelle Ville）和梅斯中区（Metz-Centre）两个行政区。
该区的边界大致为“帝国三角”：梅斯城站、圣女小德肋撒堂和 Serpenoise门，主要建筑包括总督宫（Palais du Gouverneur），街道和广场包括戴高乐将军广场、福煦大街和雷蒙德·蒙东广场。
帝国区如同斯特拉斯堡新城，为德意志帝国保存最完好的德国城市规划。

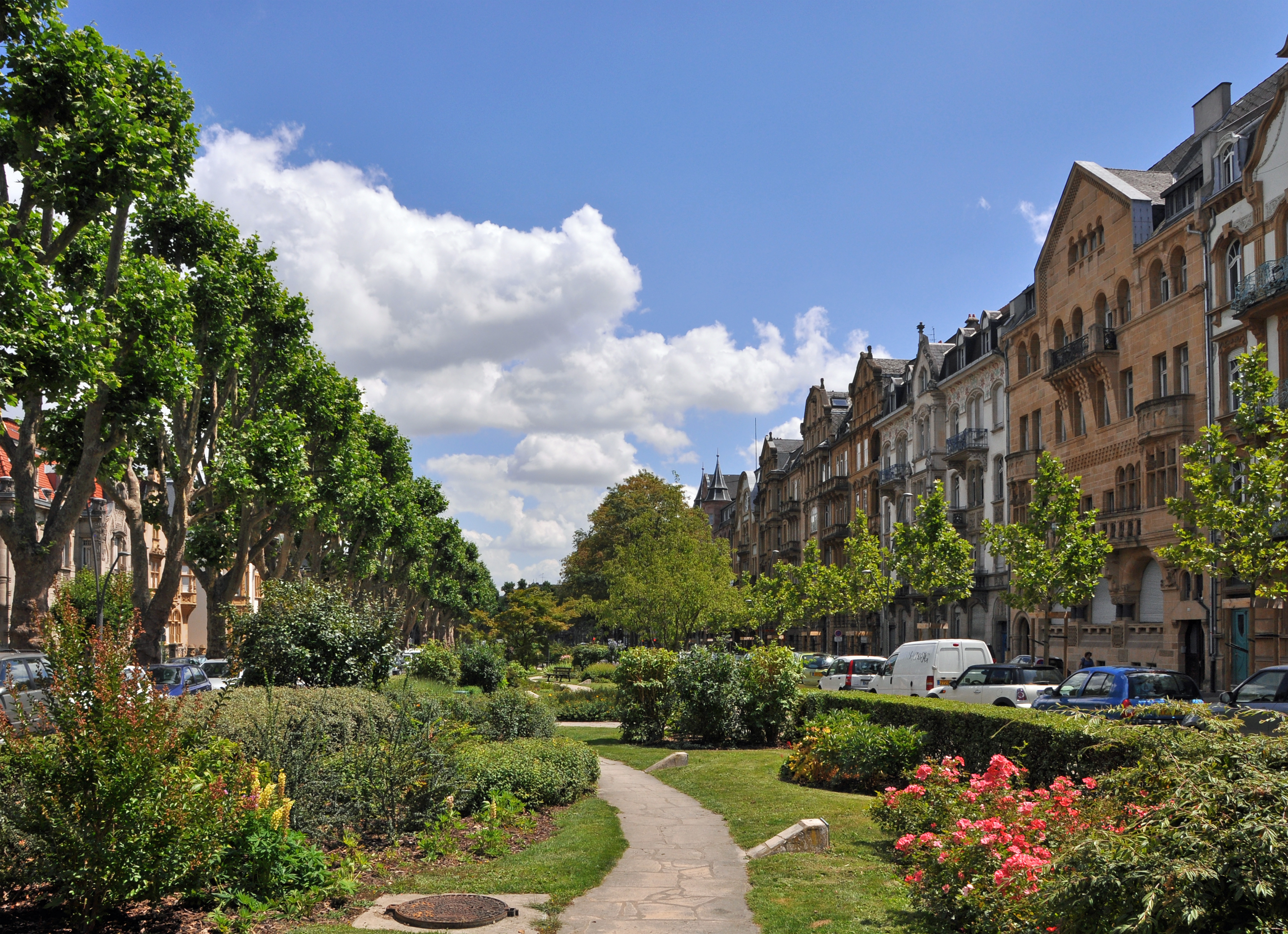
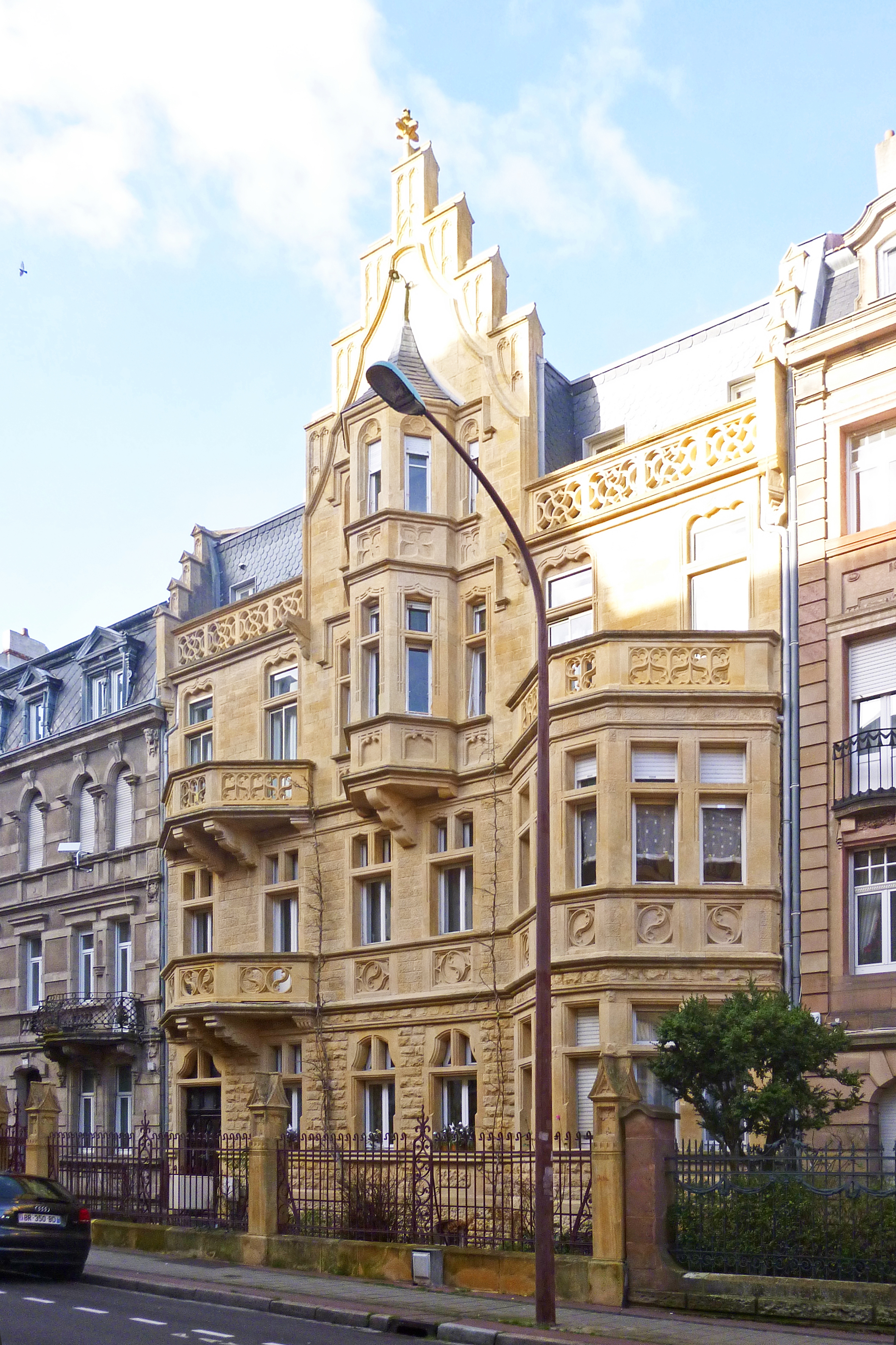
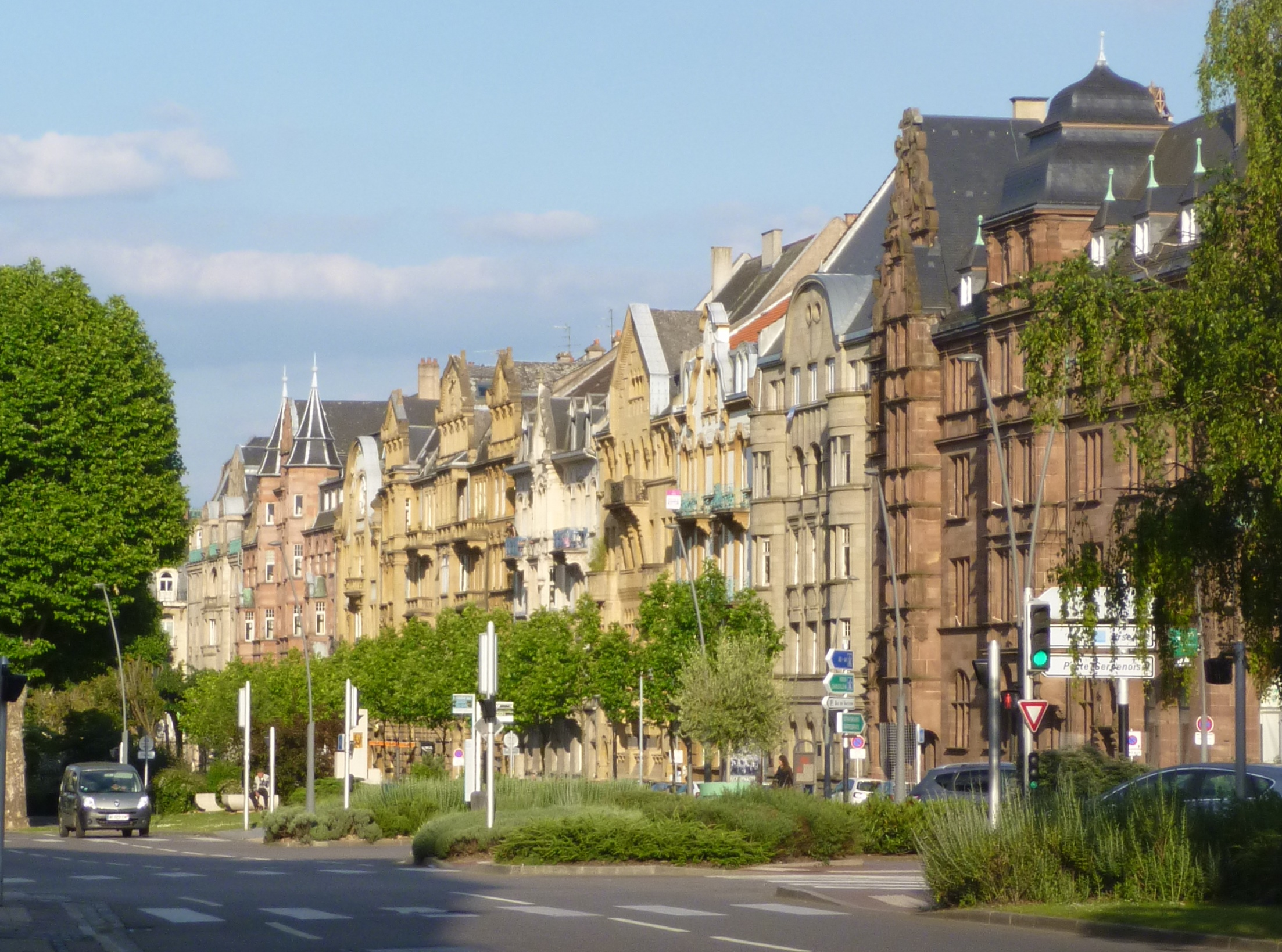
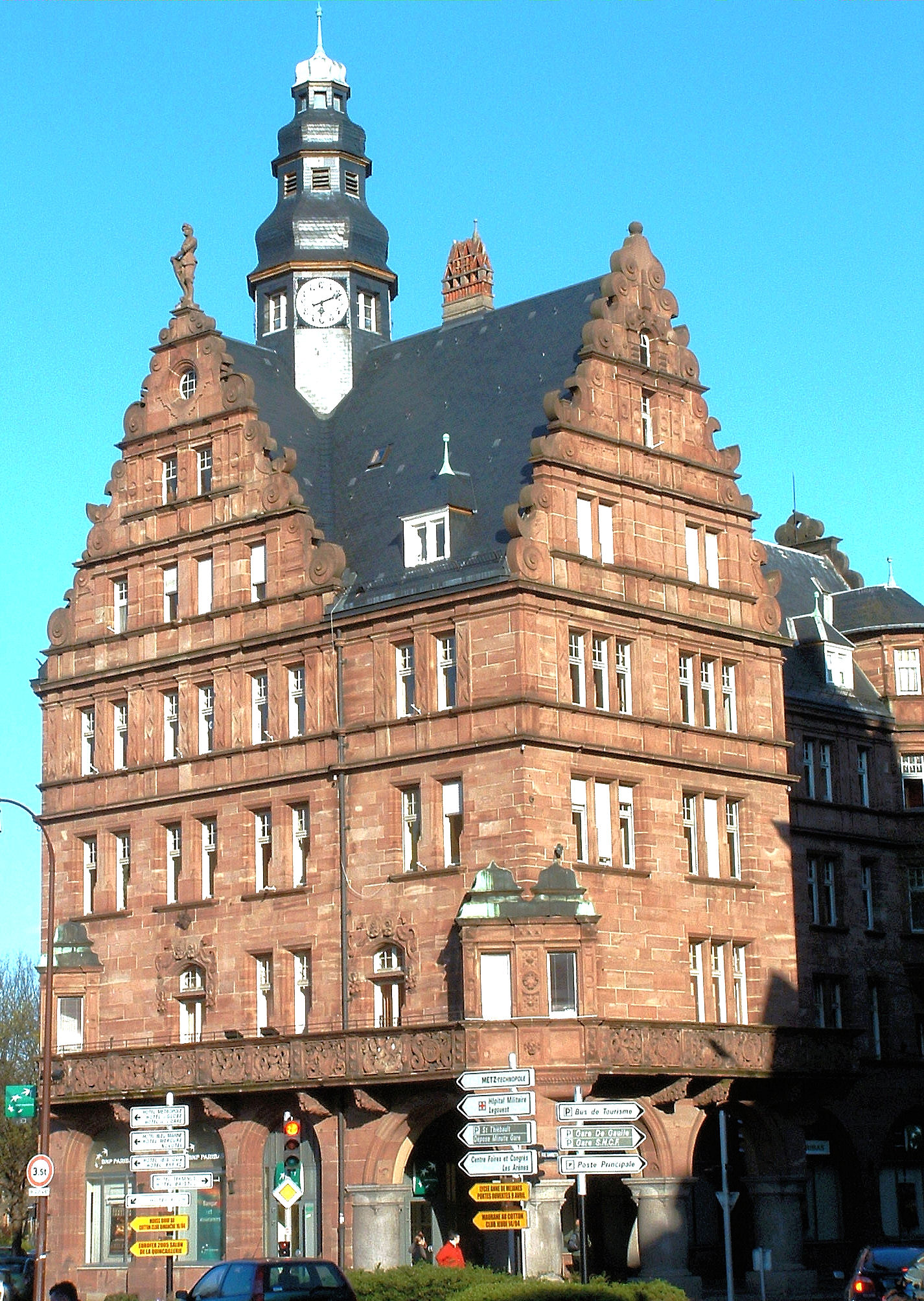
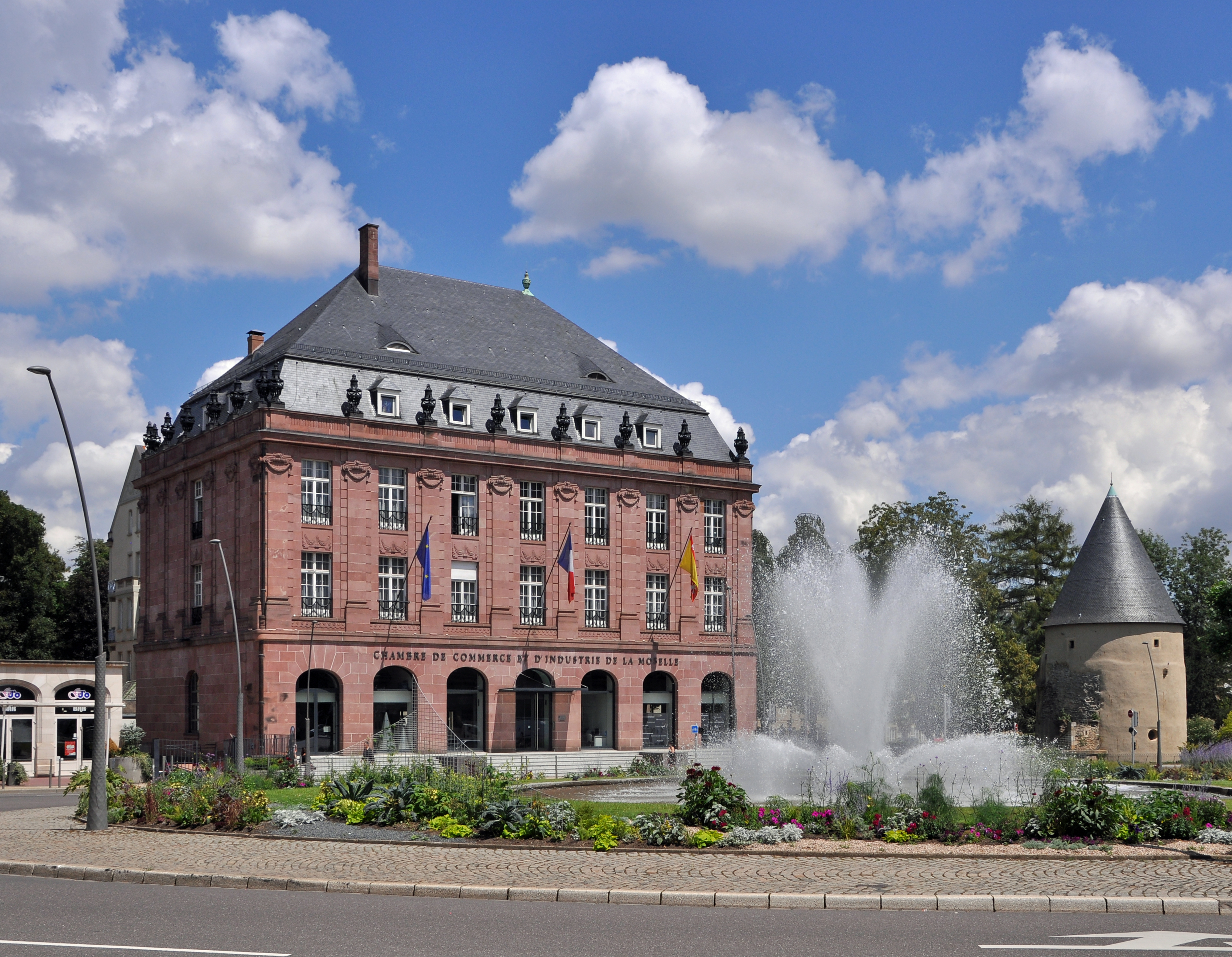
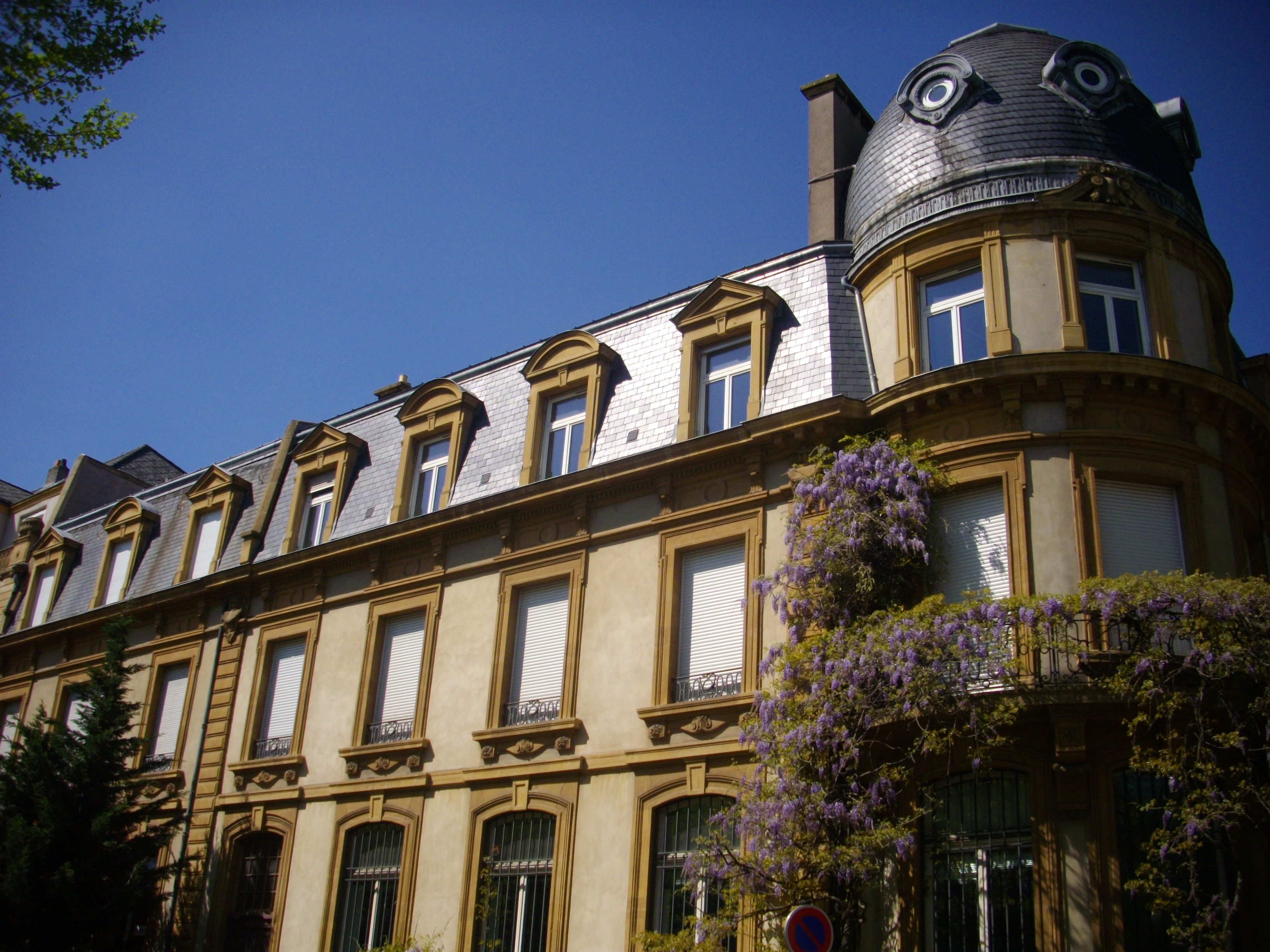
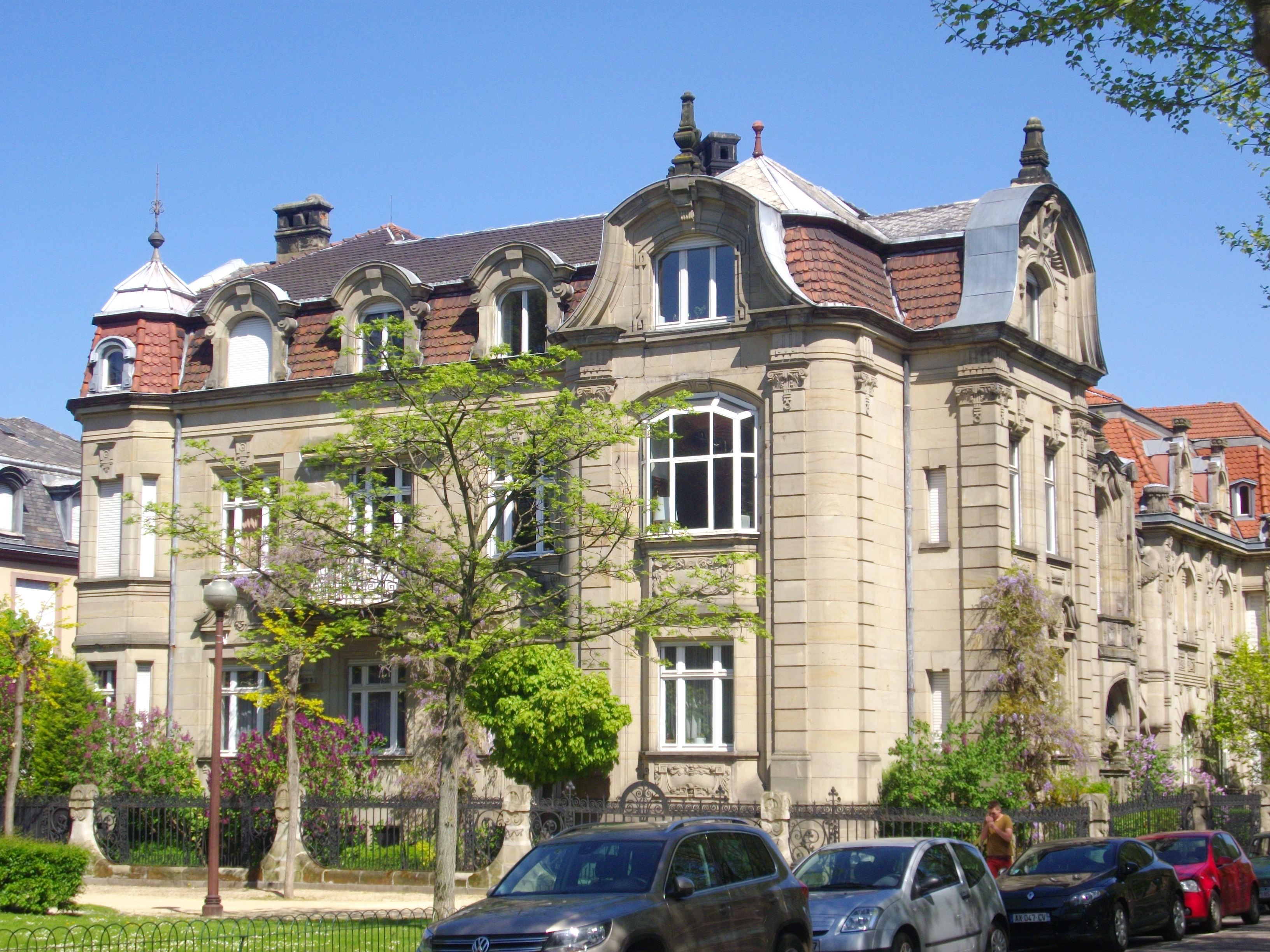
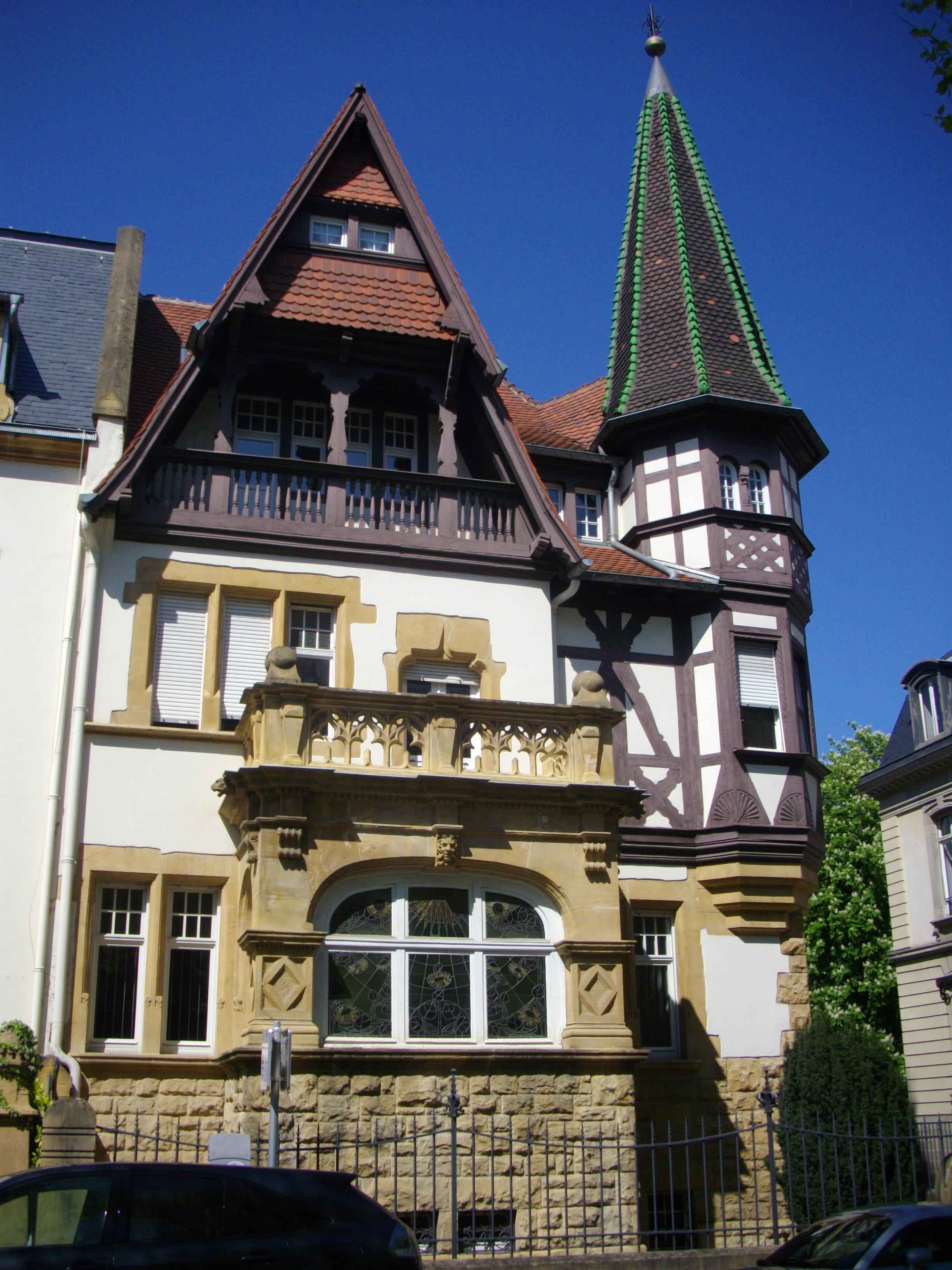
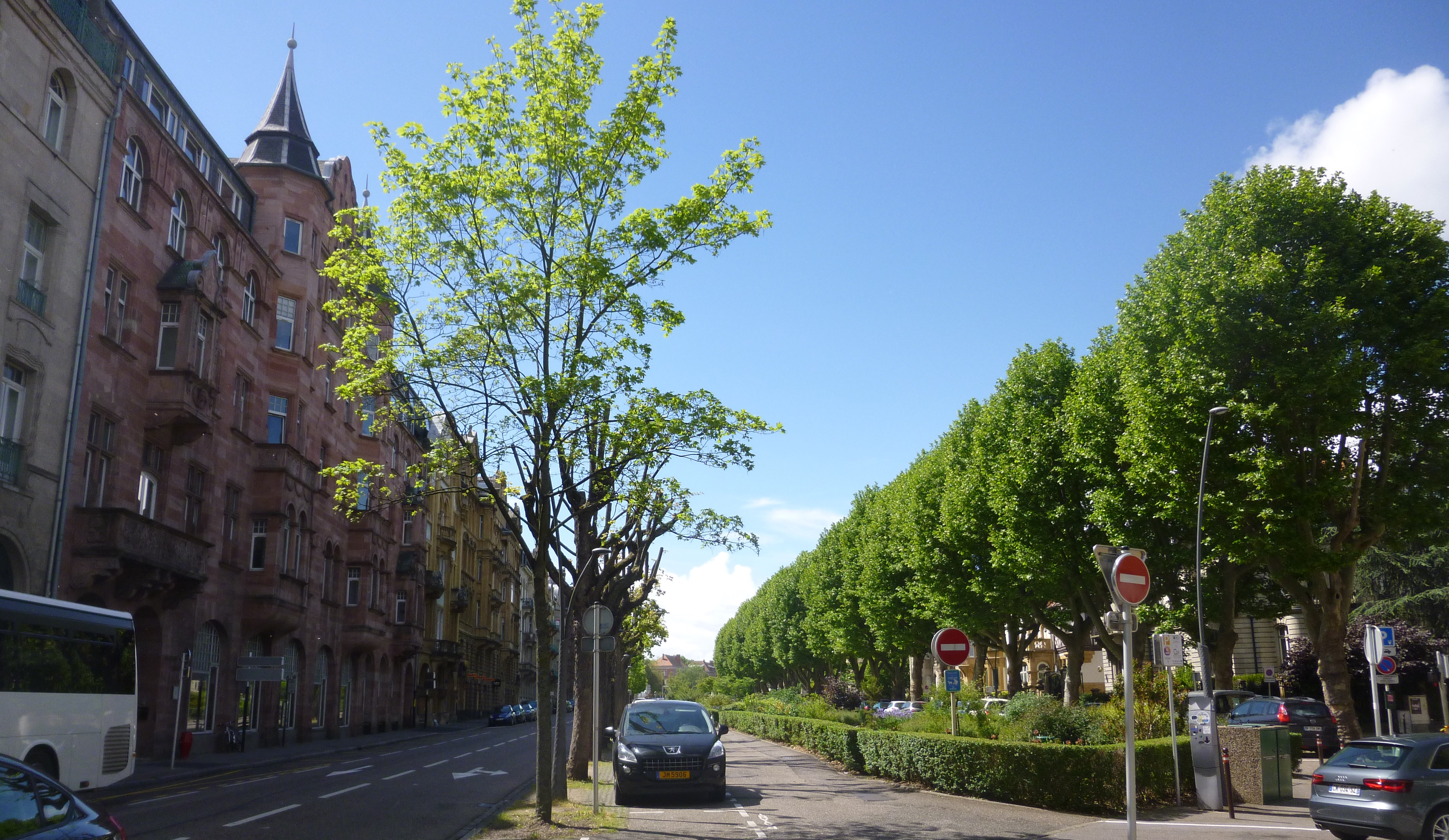
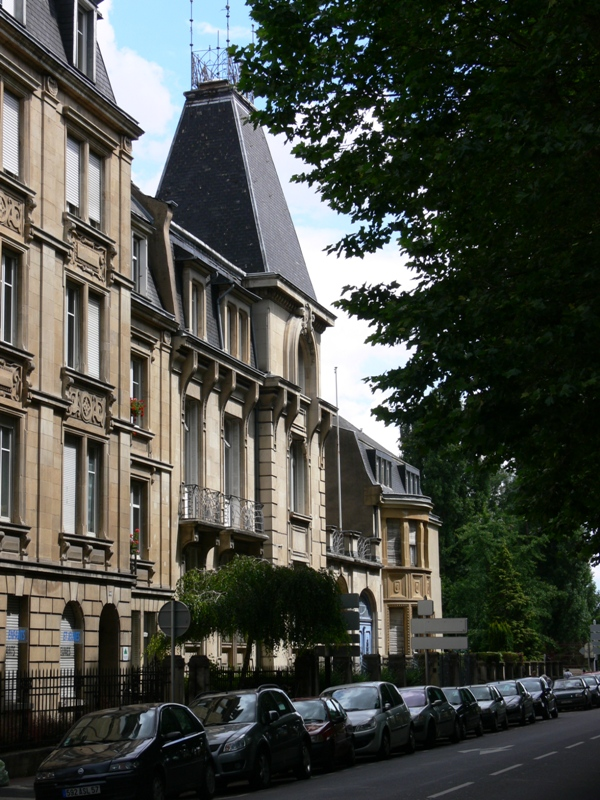
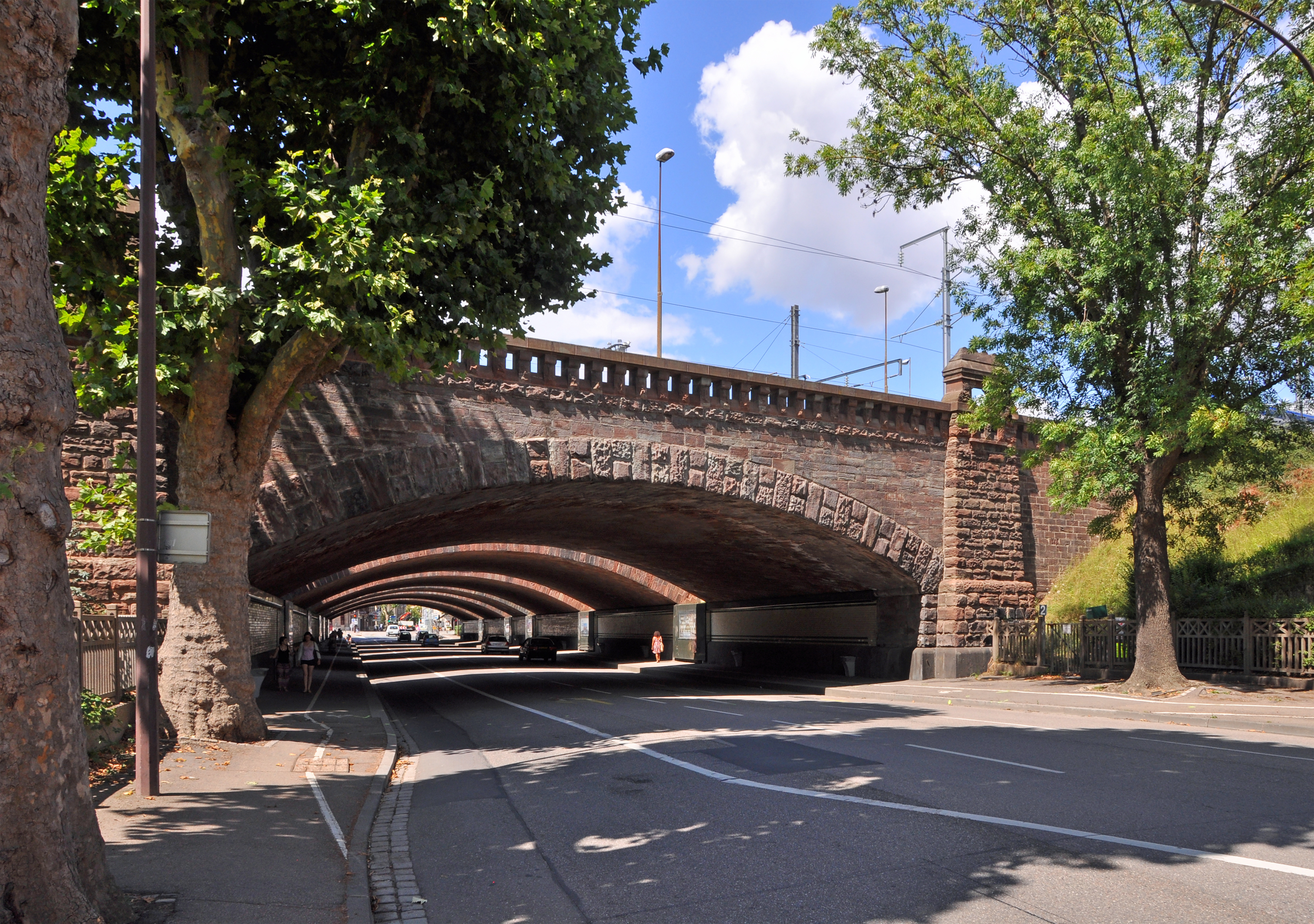
Passage de l’Amphithéâtre.
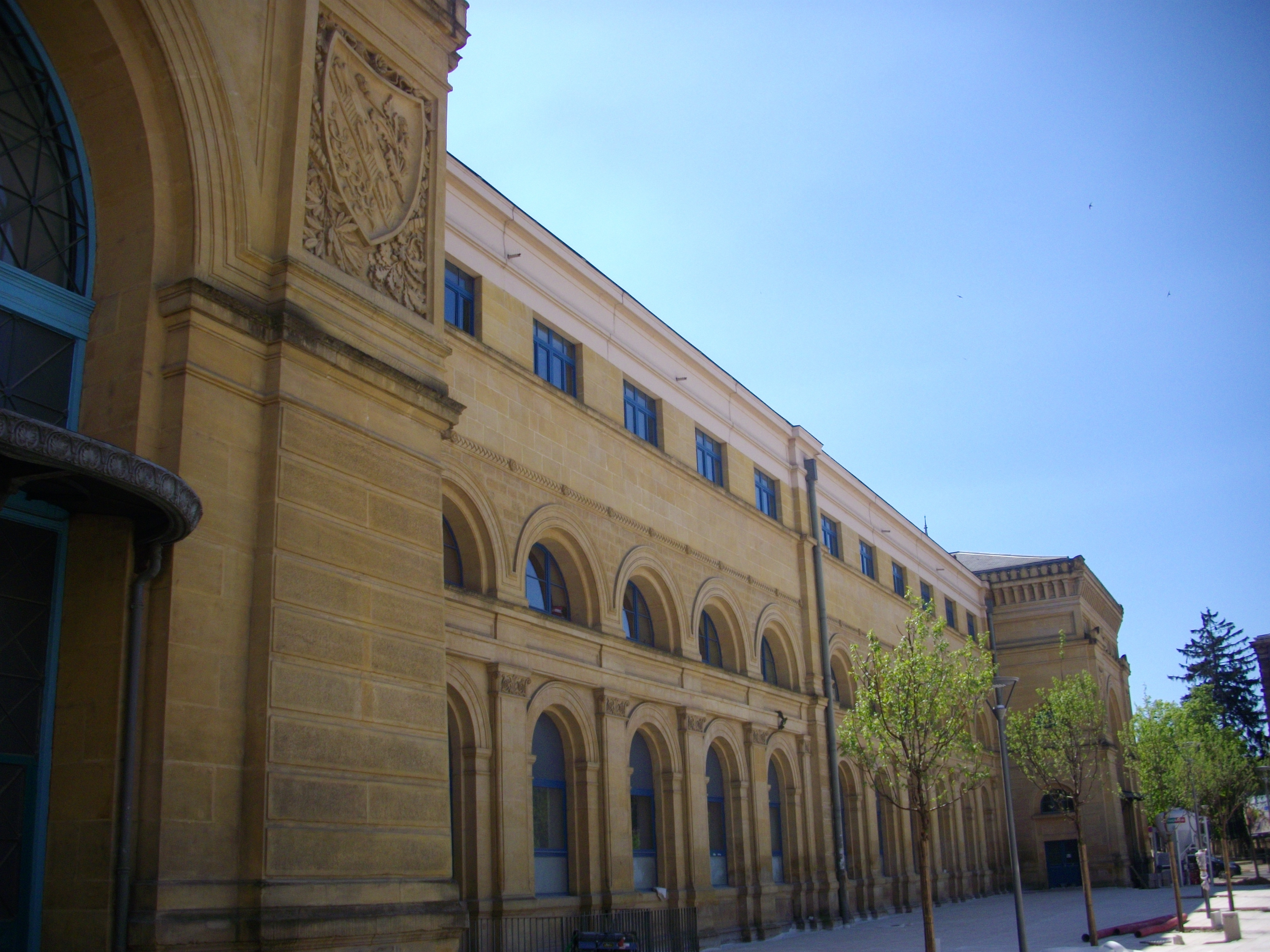
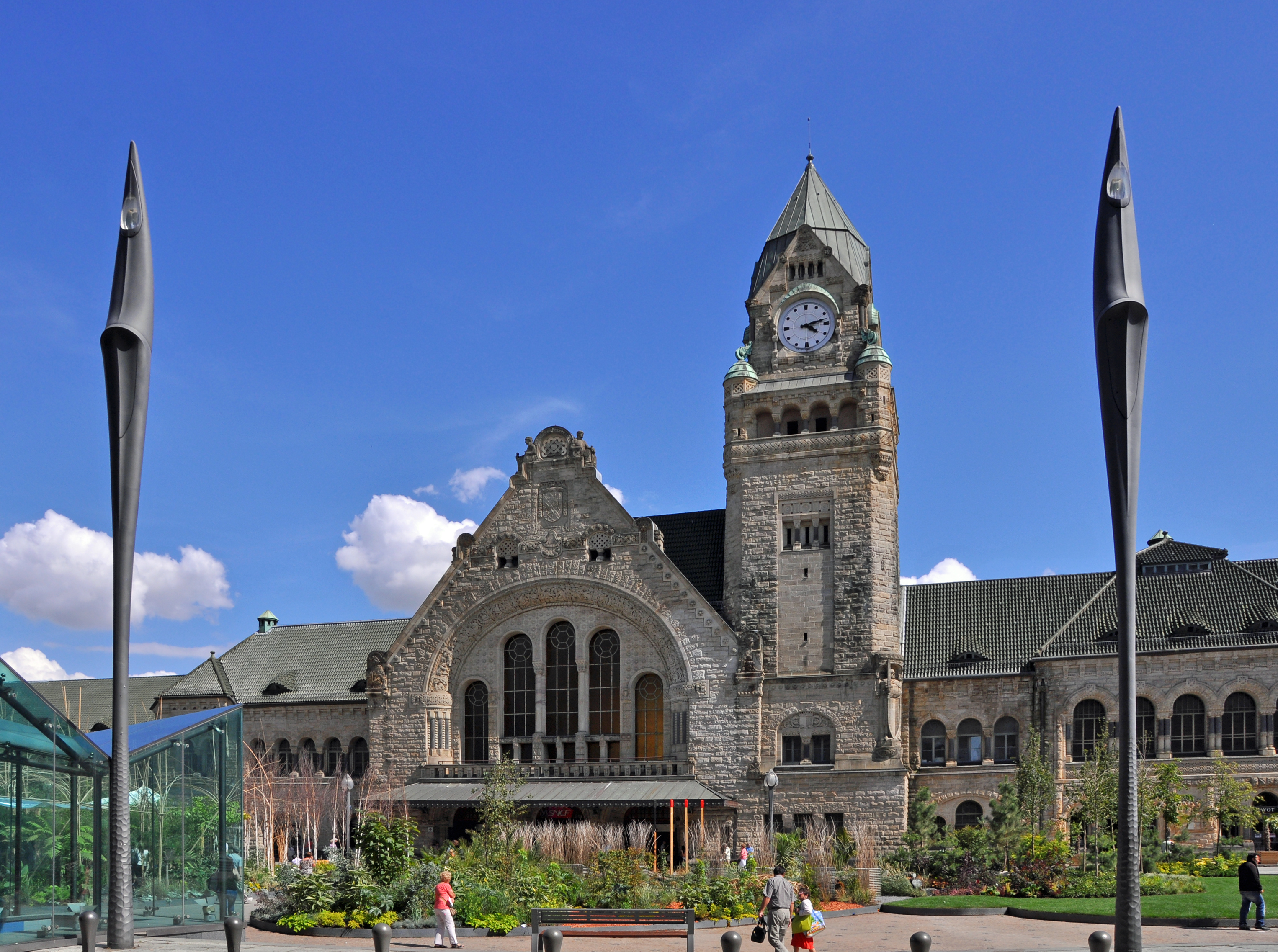
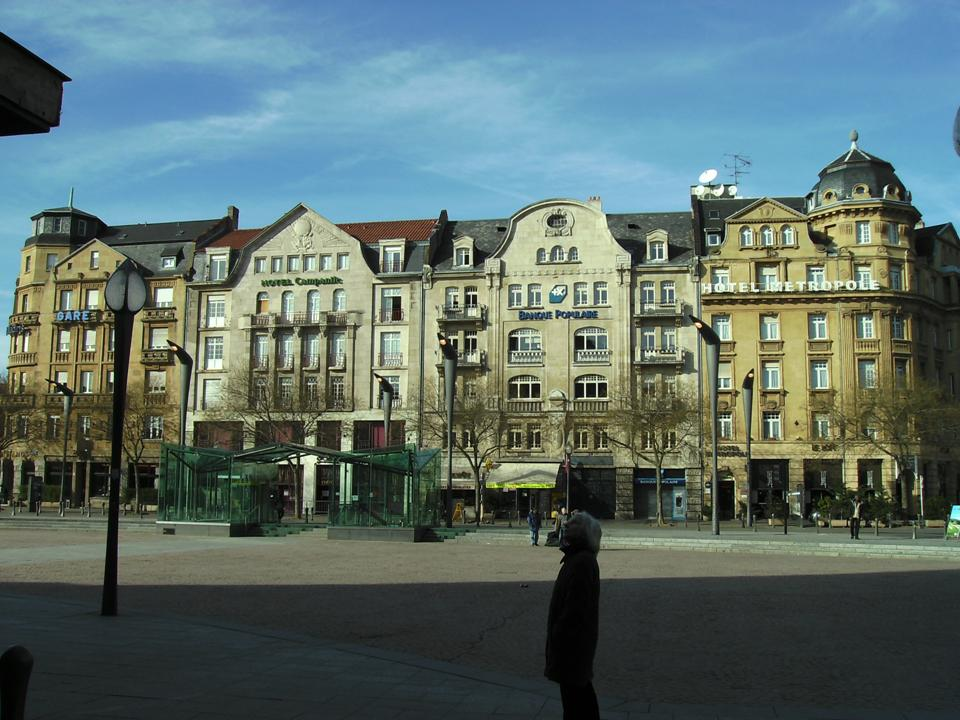
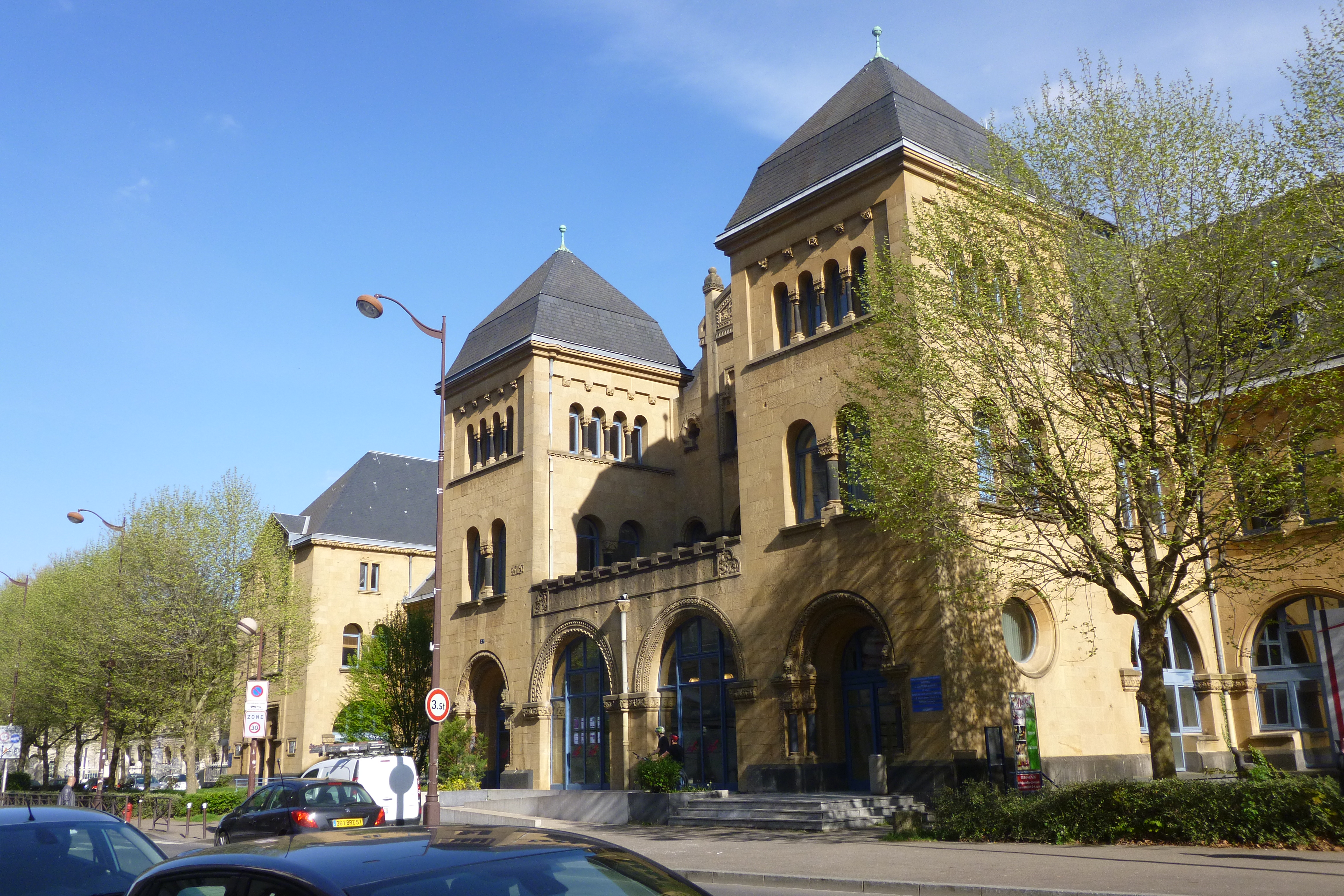
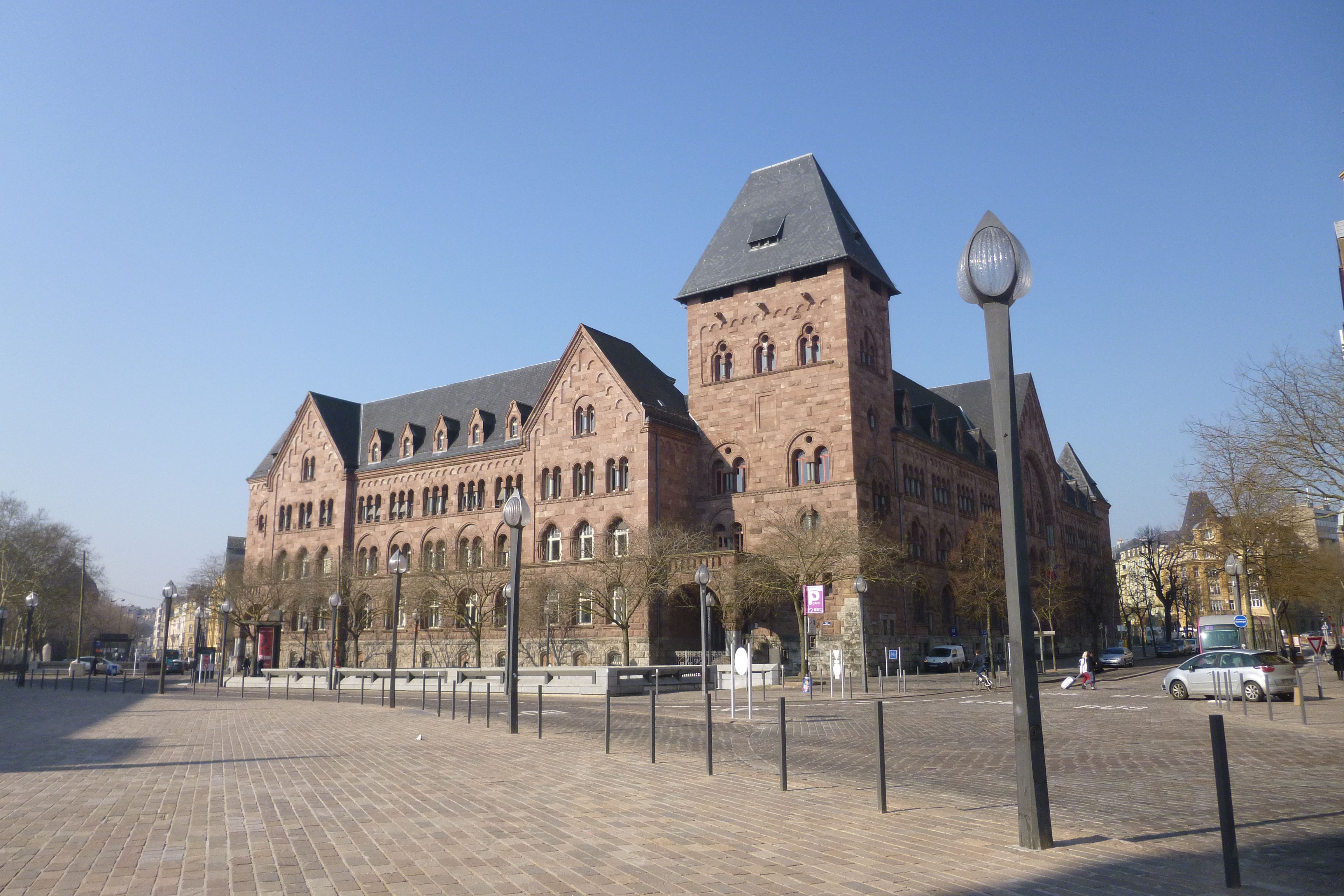
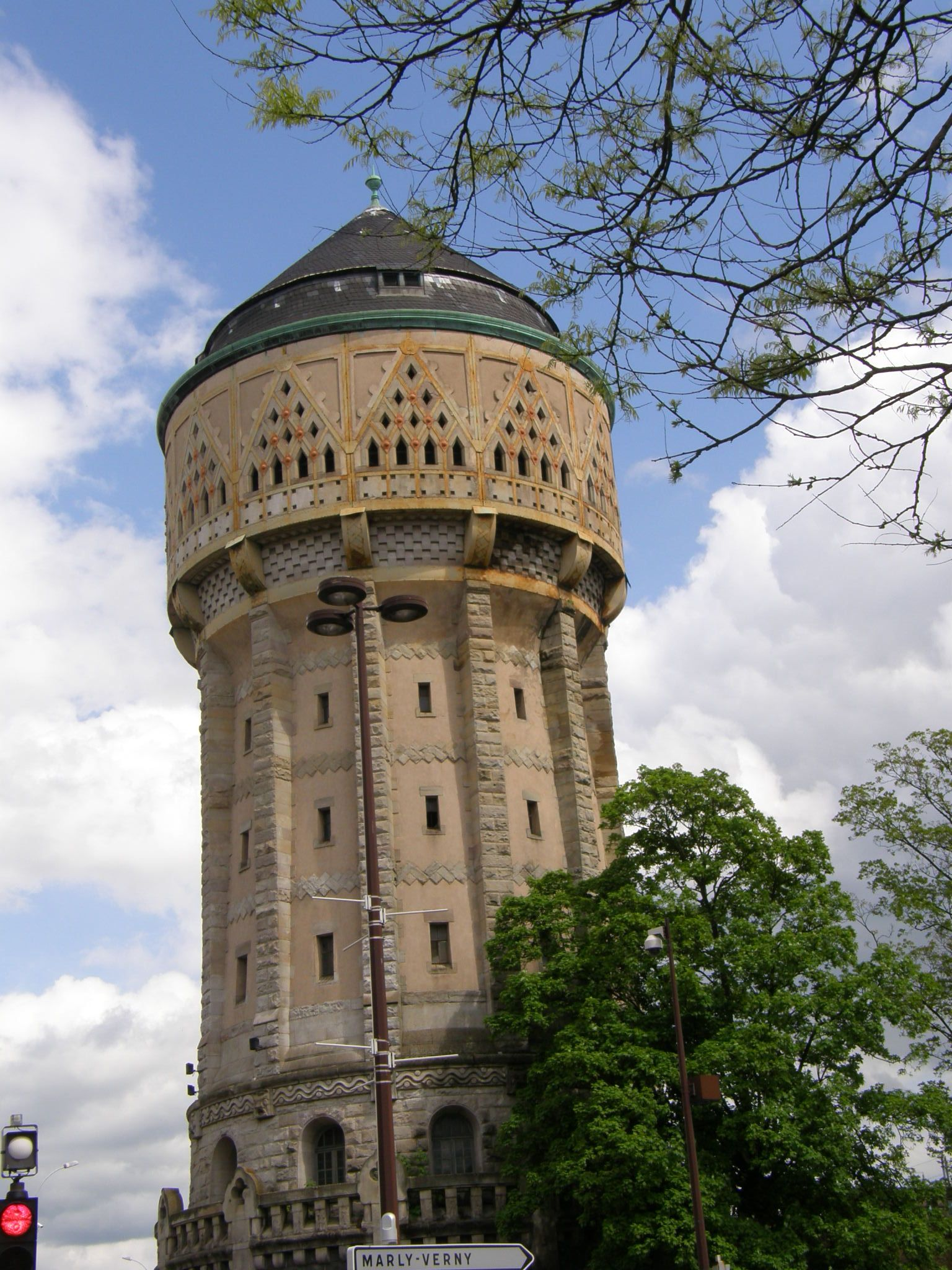
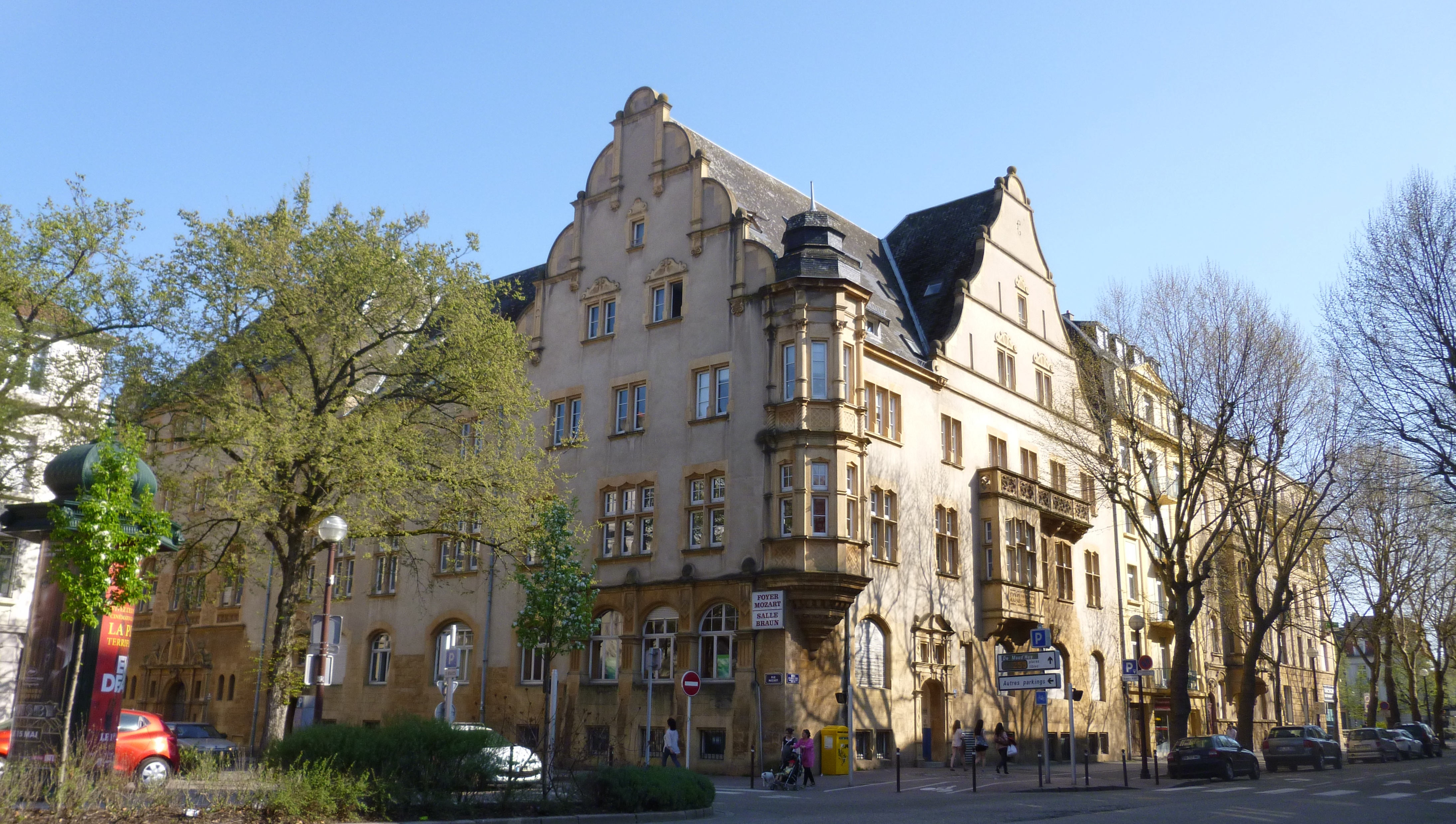
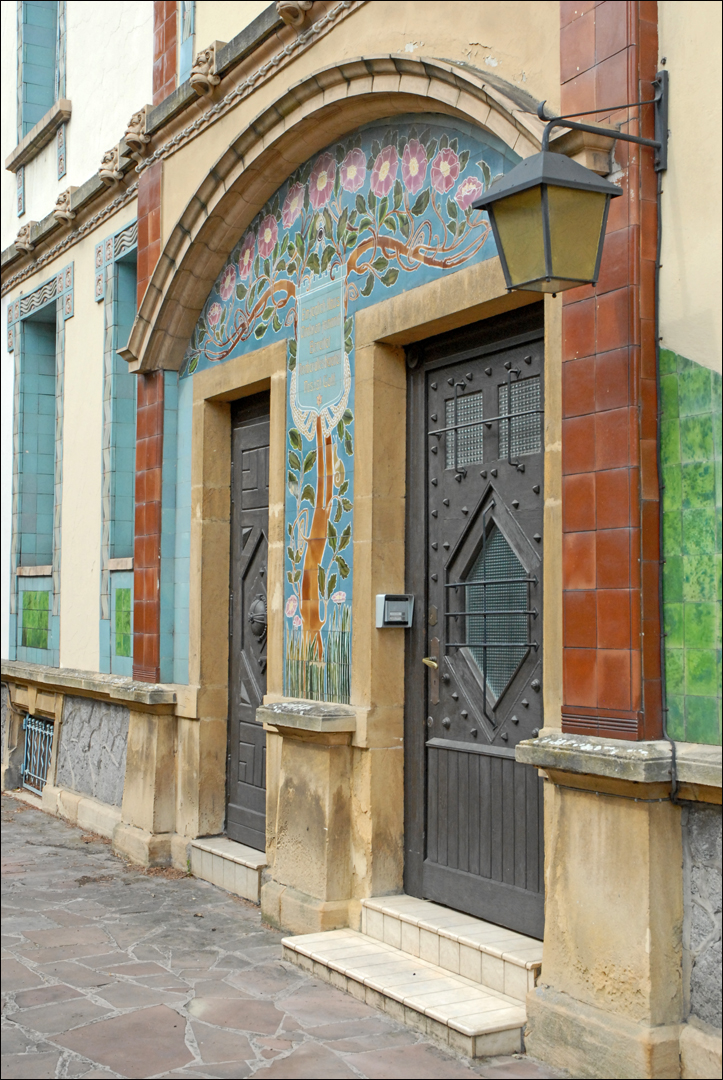
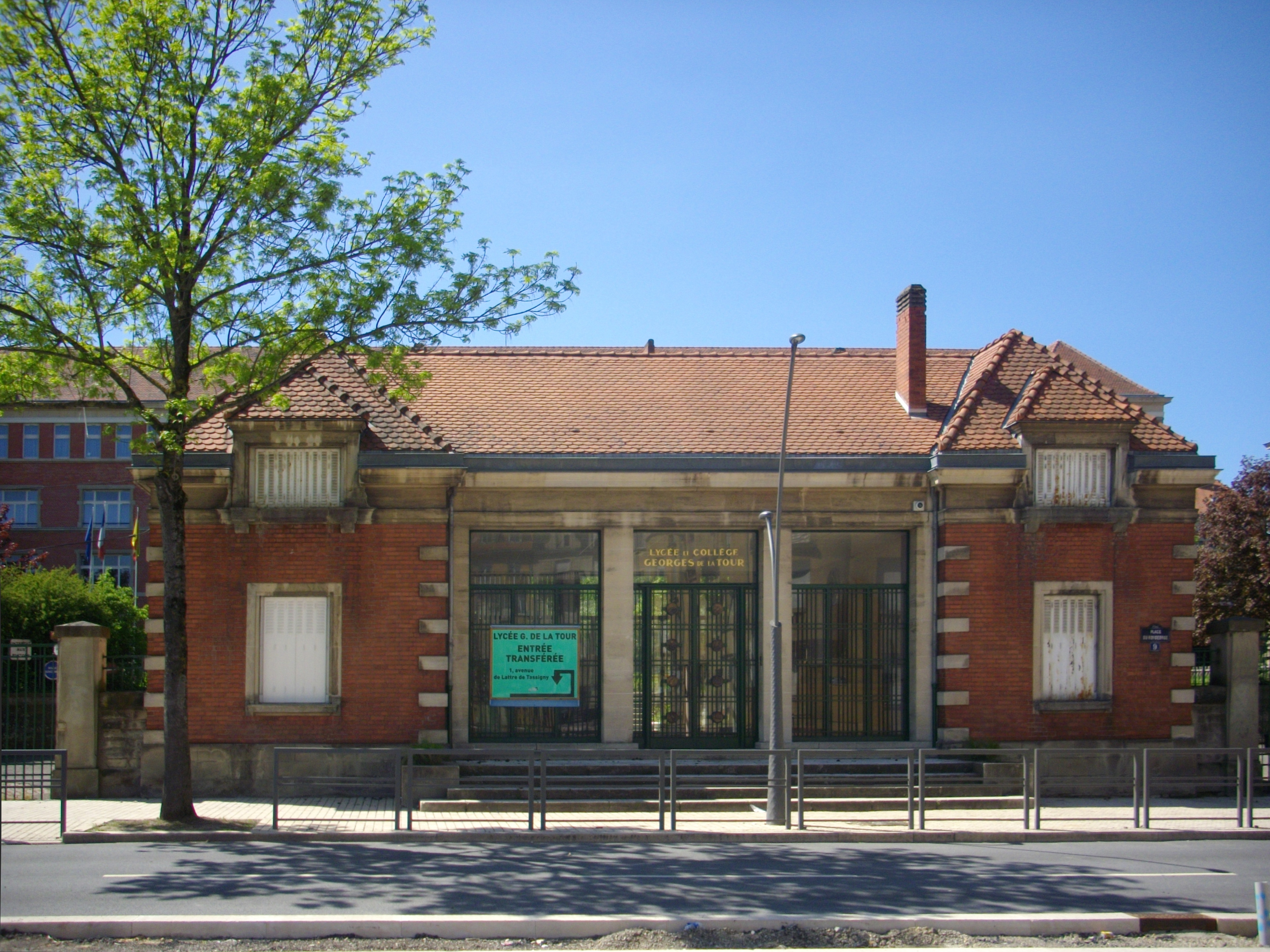
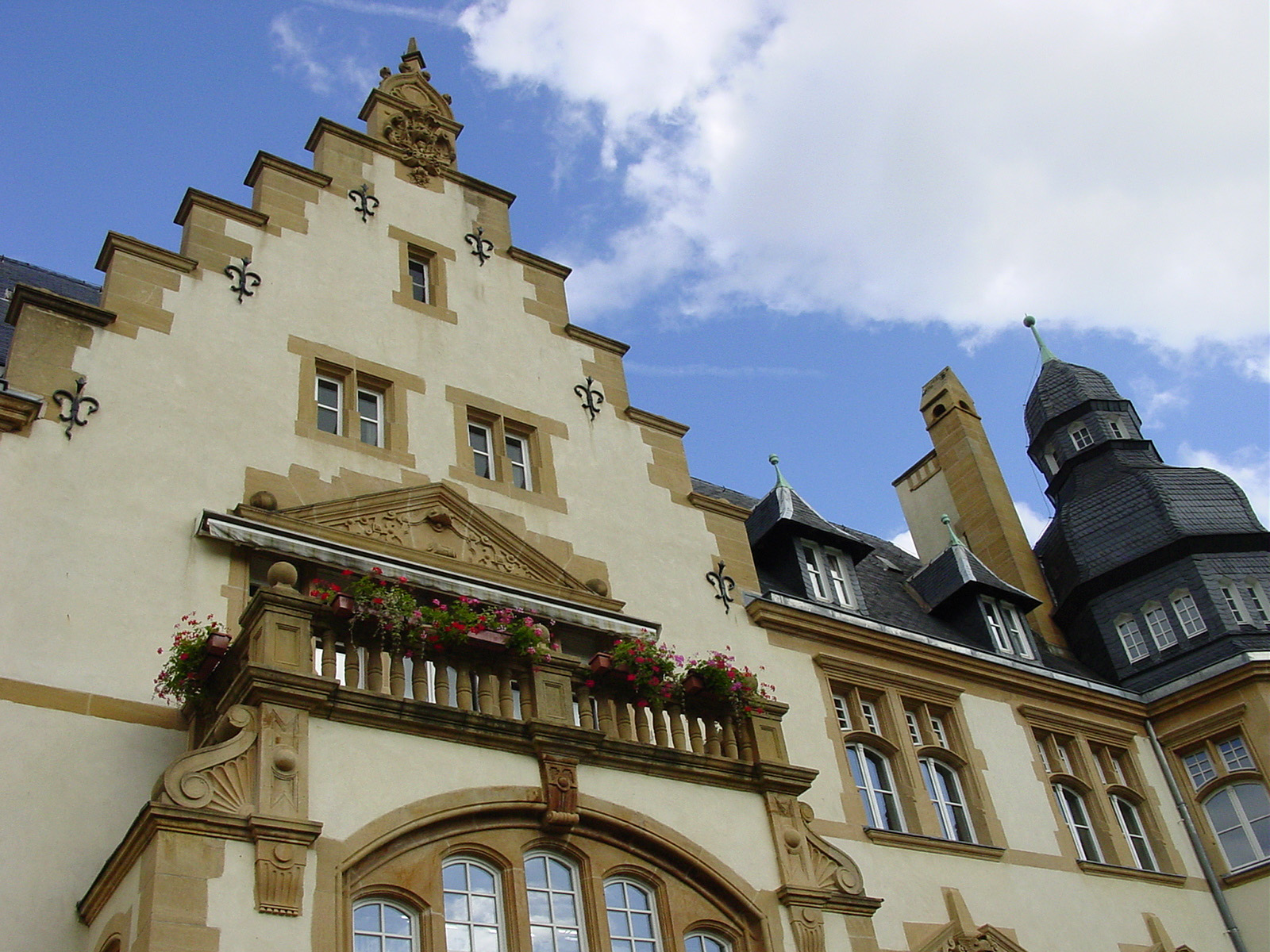
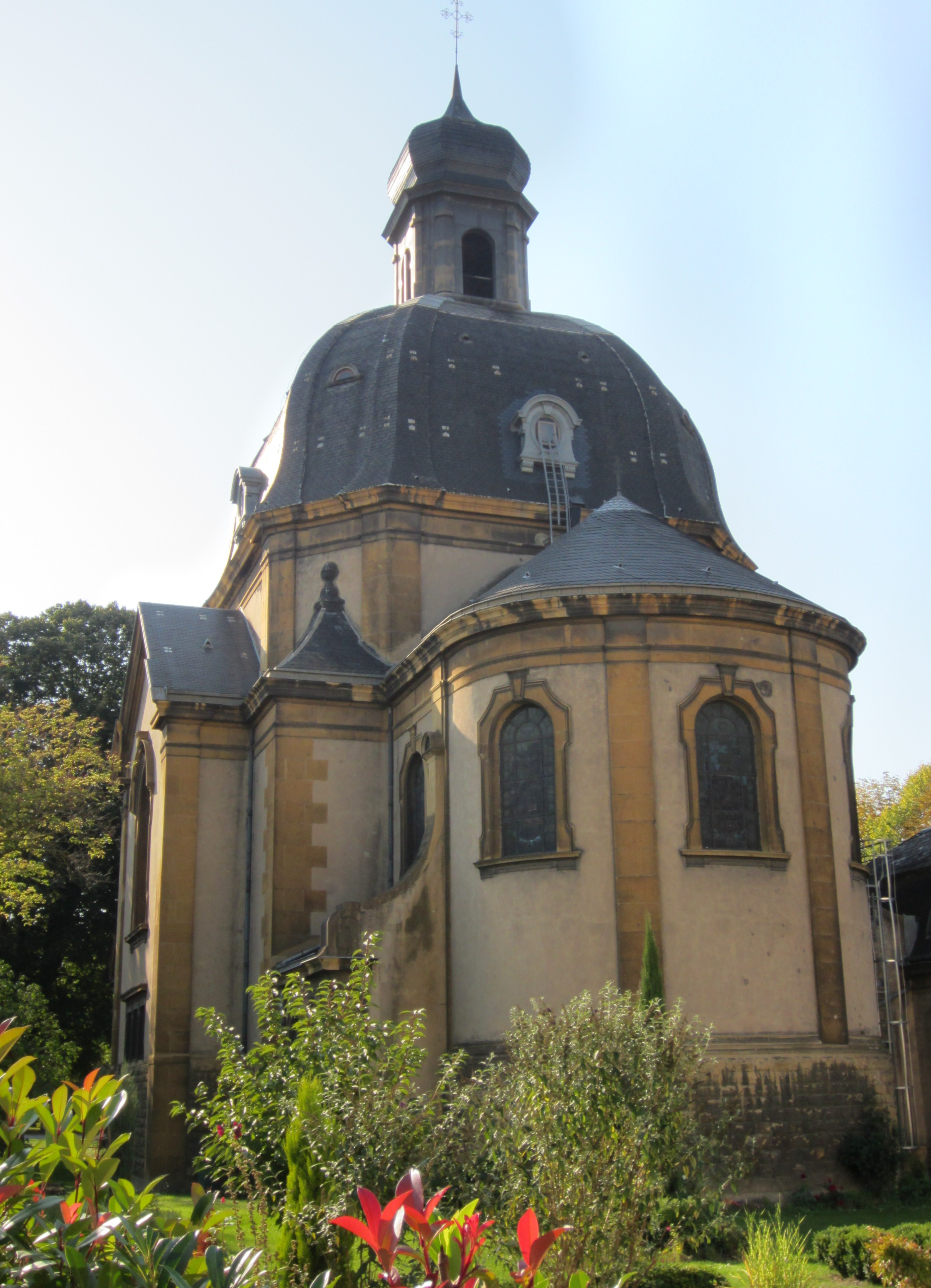